# 川底下村

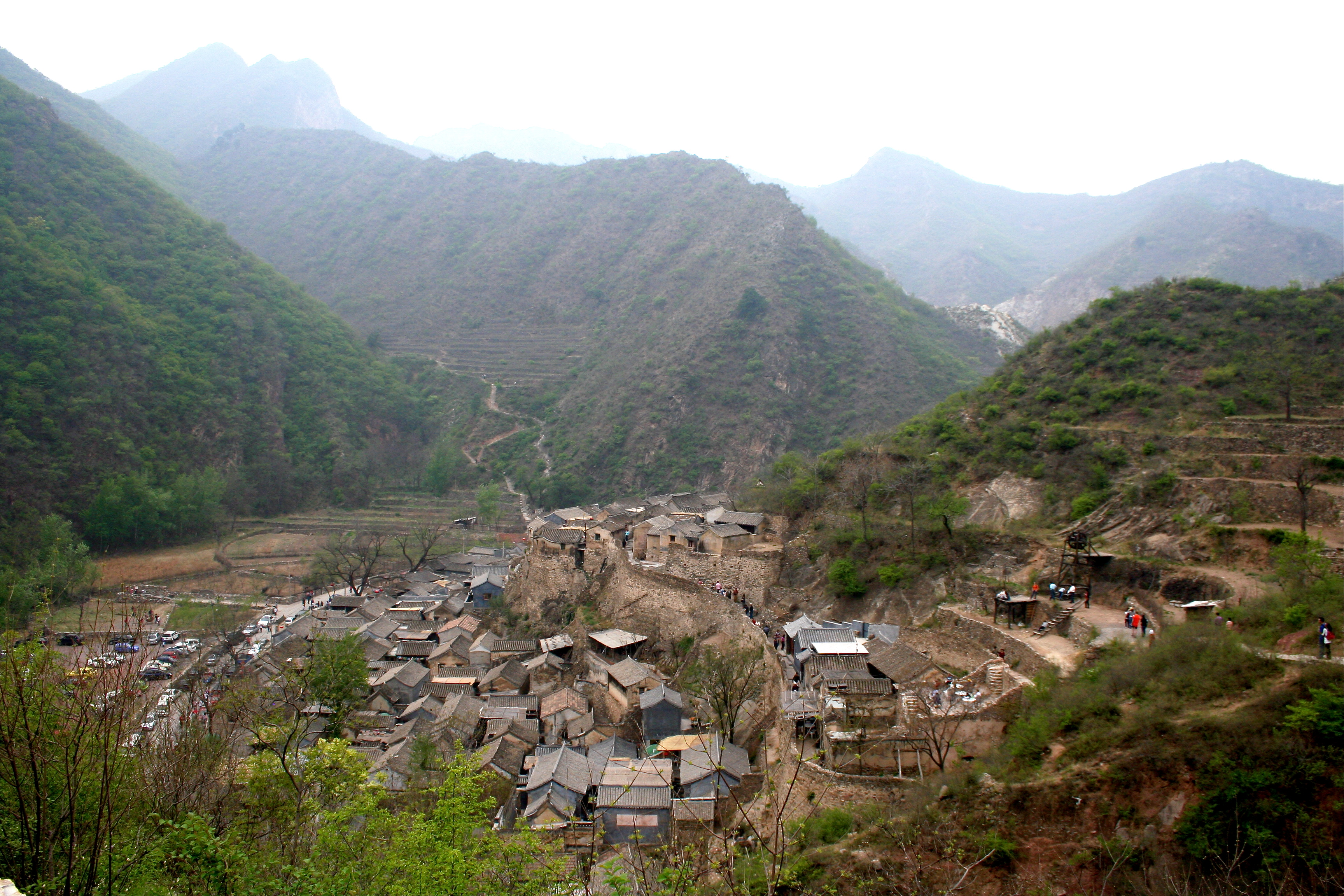
川底下村

川底下村（せんていかそん）は、中華人民共和国北京市の郊外、西に約90キロ離れた門頭溝区斎堂鎮に位置する山あいの町である。
清代の四合院建築がほぼ完全のまま約76戸余り建てられている。

## 名称の由来
以前は爨底下村（さんていかそん）であったが、文化大革命の時代に川底下村に改名された。「爨底下」とは、山の上にあった明代の軍事要所爨里安口の下方という意味。「爨」は「飯を炊く、炊事をする、かまど」という意味でもある。なお、観光宣伝においては「爨底下」の方が多用される。

## 歴史
明朝時代の初期頃に北方からの異民族の侵攻から都を防衛するために、山西省からは移住させられた人々によって建設された村で、以来、村の住民は全て韓姓を名乗っている。またこの村は抗日戦争の激戦地でもあったために、住居に焼け跡などが多数残っている。

## その他
映画『ウォーロード/男たちの誓い』のロケ地であった一線天は、徒歩18分のところにある。

## アクセス
- 北京地下鉄1号線、6号線、S1線の苹果園駅よりバス（M22、M12）など。
- 北京市内より車でG109国道を利用して約2時間半（約90キロ）。

## 参考資料
1. ↑  北京爨柏景区管理中心

## 関連事項
- 四合院
- 太行山脈

## 参照
- 中国歴史文化名村-爨底下
- 929支路バスで行く川底下村／川底下村は爨（かまど）の底の下なのか